# Höja landskommun
Höja landskommun var en tidigare kommun i dåvarande Kristianstads län.

## Administrativ historik
Kommunen bildades i Höja socken i Södra Åsbo härad i Skåne när 1862 års kommunalförordningar trädde i kraft. 
Vid kommunreformen 1952 uppgick kommunen i Ängelholms stad som 1971 ombildades till Ängelholms kommun.

## Politik

### Mandatfördelning i Höja landskommun 1938-1946
| 9 | 11 |

| 20 |

| 20 |

| 20 |

| 9 | 11 |

| 20 |